# Purple Rain (película)
Purple Rain es una película estadounidense de 1984 perteneciente a los géneros musical de rock dramático dirigida por Albert Magnoli. Escrita por Magnoli y William Blinn. Prince hace su debut en el cine, la película fue pensada para mostrar sus talentos particulares, por lo cual contiene varias secuencias largas de conciertos. Esta película fue la única película protagonizada por Prince que no dirigió.
La película consagró a Prince como una estrella mundial y fue un colosal éxito comercial: habiendo costado 7,2 millones de dólares, recaudó más de 80 millones de dólares en taquilla y se convirtió en un clásico de culto. La película fue nominada a dos Premios Razzie: Peor nueva estrella para Kotero y Peor Canción Original por Sex Shooter.
Una secuela, Graffiti Bridge, fue lanzada en 1990.

## Argumento
"El Niño" es un músico aspirante de Minneapolis con talento, pero con problemas, con una vida familiar difícil en la que evita su casa cada vez que puede pasando su tiempo ensayando con su banda, The Revolution, durante el día y actuando por la noche. Su principal antagonista es su músico compañero Morris Day y su grupo The Time que están buscando una manera de expulsar a El Niño de la discoteca First Avenue donde ambas bandas actúan todas las noches. Morris sabe que la guitarrista de El Niño, Wendy, y la teclista, Lisa, están creciendo en el descontento con el liderazgo de la banda. Wendy y Lisa graban una demostración instrumental llamada "Slow Groove", que le dan a Prince, pidiéndole que considere tocarla con la banda. Su renuncia a escucharla pone a Wendy y Lisa furiosas, pero a lo largo de la película, El Niño escucha la cinta varias veces en privado.
Morris convence al dueño del club para formar un grupo de chicas más comercial para reemplazar a The Revolution. Él acecha a la novia de El Niño, Apollonia, para el grupo, lo que vuelve a El Niño celoso y constantemente desconfiado. Incluso empieza a abusar físicamente de Apollonia, imitando el patrón de su padre de abuso hacia su madre. Un día El Niño llega a casa y encuentra a su madre muy golpeada fuera, él se apresura al interior para enfrentarse a su padre, que está tocando una canción melancólica en el piano en la planta baja. Su padre le aconseja a El Niño que nunca se case.
En el club, El Niño responde al conflicto interno de la banda y de la presión para atraer más público con una actuación vanguardista incómoda de "Computer Blue", lo que sólo empeora sus problemas. Todo el mundo le advierte que está yendo por el mismo camino que arruinó la carrera de su padre como músico. El chico vuelve a casa otra vez para encontrar un caos. Su padre está en el sótano con una pistola y parece suicidarse justo cuando El Niño enciende la luz. Después de una noche de tormento, El Niño se sienta al piano y da cuerpo a "Slow Groove".
Esa noche en el club, todo el mundo anda con pies de plomo en torno a El Niño, inseguros de cómo manejar la situación. Cuando se sube al escenario, no se sabe qué esperar. Después de un largo e incómodo silencio, anuncia que la banda va a tocar una nueva canción de Wendy y Lisa. La canción finalizada resulta ser "Purple Rain". El público responde positivamente a la actuación. Al terminar El Niño parece estar a punto de huir, pero oye los aplausos de la multitud y vuelve al escenario para interpretar dos bises. Se ven una serie de escenas intercaladas con el concierto. Una de ellas muestra a El Niño organizar las partituras de su padre. Otra muestra a El Niño visitando a su padre en la cama del hospital, la cabeza de su padre está envuelta en un gran vendaje, la madre duerme envuelta en la cama con su mano en la mano de su marido. Y finalmente vemos que El Niño se ha reunido con Apollonia en el sótano. Ellos sonríen y se besan. Corta a la actuación y la película se cierra con la multitud vitoreando a Prince.

## Reparto
- Prince como El Niño (The Kid).
- Apollonia Kotero como Apollonia.
- Morris Day como Morris.
- Clarence Williams III como el padre.
- Olga Karlatos como la madre.
- Jerome Benton como Jerome.
- Jill Jones como Jill.
- Dez Dickerson como Dez.
- The Revolution como ellos mismos.
- The Time como ellos mismos.
- Lisa Coleman como Lisa.
- Wendy Melvoin como Wendy.

## Producción

### Banda sonora
La película está unida al álbum del mismo nombre, que dio lugar a dos sencillos número uno: "When Doves Cry" y el número inicial "Let's Go Crazy", mientras que "Purple Rain" alcanzó el #2. La película ganó un Óscar a la Mejor Banda Sonora Original. La banda sonora vendió más de 10 millones de copias sólo en Estados Unidos y 20 millones en todo el mundo.